# Michel Sappa
 Michel Sappa, né le 19 mars 1949 à Toulon (Var), est un joueur de rugby à XV français. Il a joué avec l'équipe de France et évoluait au poste de deuxième ligne (1,97 m pour 102 kg). 

## Carrière

### En club
- RC Toulon : 1969-1972
- Racing Rugby Club de Nice : 1972-1980

### En équipe nationale
Il a disputé son premier test match en équipe de France le 27 octobre 1973 contre l'équipe du Japon, et son dernier le 10 décembre 1977 contre l'équipe de Roumanie alors qu'il évoluait à Nice.

## Palmarès
- Championnat de France :
  - Vice-champion (1) : 1971
- Challenge Yves du Manoir :
  - Vainqueur (1) : 1970 (ne joue pas la finale)

## Statistiques en équipe nationale
- 3 sélections en équipe de France en 1973 et 1977
- Sélections par année : 2 en 1973, 1 en 1977